# Jeremy Isaacs
Jeremy Isaacs (* 28. September 1932 in Glasgow) ist ein britischer Fernsehproduzent.

## Leben und Wirken
Isaacs studierte an der Glasgow Academy und am Merton College der University of Oxford und absolvierte den Militärdienst bei den Royal Scots Fusiliers. Nach einer kurzen Zeit als Computerprogrammierer wurde er 1958 Produzent beim in Manchester ansässigen Fernsehsender Granada Television, wo Tim Hewat, ehemaliger Herausgeber des Daily Express sein Vorgesetzter und Lehrer war. Bei Granada TV produzierte Isaacs Sendereihen wie  What the Papers Say (1956–68 und 1970–82), Searchlight (1959–60) und All Our Yesterdays (1960–73 und 1987–89). Mit einem Team, dem u. a. Desmond Wilcox angehörte, produzierte er Dokumentationen zu Themen wie Armut, Homosexualität und Trunkenheit am Steuer. Ab 1963 produzierte er für Rediffusion London auf Einladung Cyril Bennetts die Nachrichtensendung This Week (1956–92).
1965 warb ihn BBC Television als Produzenten ihres Nachrichtenflaggschiffs Panorama. Nachdem er mit Plänen einer Umgestaltung des Formats gescheitert war, kehrte er 1968 als Controller of Features zu Rediffusion London zurück, aus dem nach Zusammenschlüssen Thames Television wurde. Er produzierte bei Thames Television 1973 die preisgekrönte 26-teilige Serie The World at War über die Geschichte des Zweiten Weltkrieges und wurde kurz darauf Programmdirektor des Senders.
1978 trennte sich Isaacs von Thames Television. Als freiberuflicher Produzent realisierte er u. a. Kevin Brownlows und David Gills Geschichte des Stummfilms Hollywood (1980) und Robert Kees Ireland: A Television History (1980–81) und A Sense of Freedom (1981). Von 1982 bis 1987 war er Geschäftsführer von Channel 4, wo er neben den Channel 4 News und dem Film of Four die Benutzerplattform Right to Reply (1982–2001) sowie zahlreiche Minoritätenprogramme etablierte.
Von 1987 bis 1996 war Isaacs Generaldirektor des Royal Opera House in Covent Garden. Danach verpflichtete ihn Ted Turner, der Leiter von CNN und TNN, für die 24-teilige Dokumentarserie The Cold War (1998–99) und die anschließende 10-teilige Serie Millennium (1999). Für seine Verdienste wurde Isaacs vielfach ausgezeichnet, u. a. mit dem Desmond Davis Award (1971), dem George Polk Memorial Award (1973) und einem Emmy Award (1987). 1996 wurde er in den Adelsstand erhoben. Von 1997 bis 2000 war er Präsident der Royal Television Society.